# Bryan Cabezas
Pour les articles homonymes, voir Cabezas.
Bryan Alfredo Cabezas Segura, abrégé en Bryan Cabezas (né le 20 mars 1997 à Quevedo en Équateur) est un footballeur international équatorien qui évolue au poste d'ailier.

## Biographie

### Carrière en club
Bryan Cabezas signe un contrat de cinq ans en faveur de l'Atalanta Bergame lors de l'été 2016, contre une indemnité d'un peu moins de deux millions d'euros,. Il joue son premier match avec son nouveau club contre l'AS Rome en avril 2017.

### Carrière en sélection
Il participe au championnat de la CONMEBOL des moins de 20 ans en début d'année 2017. Il insccrit cinq buts lors de cette compétition, avec notamment un doublé contre la Colombie. Il est ensuite retenu quelques mois plus tard afin de participer à la Coupe du monde des moins de 20 ans,. Lors du mondial junior, il joue trois matchs, inscrivant un doublé contre les États-Unis.
Il reçoit sa première sélection en équipe d'Équateur le 22 février 2017, contre le Honduras (victoire 3-1).

### Anecdote
En janvier 2018, alors que Cabezas appartient toujours aux Italiens de l'Atalanta, ces derniers souhaitent le prêter jusqu'à la fin de la saison au club argentin de l'Independiente. Le prêt est officiellement signé mais échoue à cause d'une grossière erreur de traduction sur le contrat.
En effet, le nom de Bryan Cabezas (Cabezas signifiant « têtes » en français) a été traduit automatiquement par les services de l'Independiente en « Bryan Heads » (Heads signifiant têtes en anglais) sur la version anglaise du contrat, rendant le prêt nul et non avenu.

## Palmarès et Statistiques

### Palmarès
Équateur -20 ans
- Championnat de la CONMEBOL -20 ans :
  - Finaliste : 2017.

### Statistiques
| Saison                | Club                    | Championnat           | Championnat | Championnat | Coupe(s) nationale(s) | Coupe(s) nationale(s) | Compétition(s) continentale(s) | Compétition(s) continentale(s) | Compétition(s) continentale(s) | Équateur | Équateur | Total | Total |
| Saison                | Club                    | Division              | M.          | B.          | M.                    | B.                    | Comp.                          | M.                             | B.                             | M.       | B.       | M.    | B.    |
| 2012                  | Independiente del Valle | Serie A               | 1           | 0           | 0                     | 0                     | -                              | -                              | -                              | -        | -        | 1     | 0     |
| 2013                  | Independiente del Valle | Serie A               | 0           | 0           | 0                     | 0                     | CS                             | 0                              | 0                              | -        | -        | 0     | 0     |
| 2014                  | Independiente del Valle | Serie A               | 6           | 0           | 0                     | 0                     | CS                             | 0                              | 0                              | -        | -        | 6     | 0     |
| 2015                  | Independiente del Valle | Serie A               | 43          | 3           | 0                     | 0                     | CL                             | 2                              | 0                              | -        | -        | 45    | 3     |
| 2016                  | Independiente del Valle | Serie A               | 18          | 1           | 0                     | 0                     | CL                             | 15                             | 3                              | -        | -        | 33    | 4     |
| Sous-total            | Sous-total              | Sous-total            | 68          | 4           | 0                     | 0                     | -                              | 17                             | 3                              | -        | -        | 85    | 7     |
| 2016-2017             | Atalanta Bergame        | Serie A               | 1           | 0           | 0                     | 0                     | -                              | -                              | -                              | 1        | 0        | 2     | 0     |
| Sous-total            | Sous-total              | Sous-total            | 1           | 0           | 0                     | 0                     | -                              | -                              | -                              | 1        | 0        | 2     | 0     |
| Total sur la carrière | Total sur la carrière   | Total sur la carrière | 69          | 4           | 0                     | 0                     | -                              | 17                             | 3                              | 1        | 0        | 87    | 7     |